# Agnieszka Lis
Agnieszka Lis (ur. w Koszalinie) – polska pisarka współczesna.

## Życiorys
Urodziła się w Koszalinie. Jest absolwentką Uniwersytetu Muzycznego w Warszawie oraz Uniwersytetu Warszawskiego. Pisze książki w różnych gatunkach – obyczajowe, historyczne, społeczne, kryminały, thrillery. Charakterystyczną cechą jej powieści jest zróżnicowanie stylu i charakteru – pod względem treści, nastroju, sposobu narracji, a także innych środków technicznych. Pierwsze teksty publikowała w magazynie muzycznym Hi-Fi i Muzyka, a także w (nieistniejących już) miesięcznikach Studio oraz Klasyka. 
Debiutowała w 2010 zbiorem opowiadań dla dzieci Przygody Pana Parasola (Wydawnictwo Drzewo Laurowe). Pierwszą powieść wydała w 2011. Od tego czasu pracuje z różnymi wydawcami, między innymi: Wydawnictwo Replika, Wydawnictwo Poznańskie, Wydawnictwo Skarpa Warszawska. Wydawnictwo Purple Book, Wydawnictwo HARDE, Wydawnictwo FILIA. 
Jest członkiem Stowarzyszenia Autorów Polskich oraz Stowarzyszenia Autorów i Wydawców Copyright Polska. W 2021 otrzymała honorową odznakę MKDNiS „Zasłużony dla Kultury Polskiej”. W 2023 zadebiutowała jako dramaturg monodramem Druga w Teatrze Druga Strefa.

## Książki
Powieści
- Jutro będzie normalnie – 2011, Wydawnictwo Replika; 2017, Wydawnictwo Czwarta Strona
- Samotność we dwoje – 2011, Replika; 2017, Czwarta Strona
- Pozytywka – 2016, Czwarta Strona; 2025, Bookend
- Karuzela – 2017, Czwarta Strona
- Latawce – 2018, Czwarta Strona
- Huśtawka – 2018, Czwarta Strona
- Muzyka twojej duszy – 2019, Czwarta Strona
- Pocztówki – 2019, Czwarta Strona
- Zapach goździków – 2019, Czwarta Strona
- Przebudzona – 2020, Czwarta Strona
- Widoki – 2020, Czwarta Strona
- Listy w góry – 2020, Skarpa Warszawska
- Blask choinki – 2020, Czwarta Strona
- Pozory – 2021, Skarpa Warszawska
- Lustra – 2021, Czwarta Strona
- Guziki – 2021, Skarpa Warszawska
- Kawiarnia pełna marzeń – 2021, Skarpa Warszawska
- Szczęściarze – 2022, Skarpa Warszawska
- Witraże – 2022, Czwarta Strona
- Klopsiki, krokiety i inne zagadki – 2022, Dlaczemu, praca wspólna z A.Kasiuk i H.Greń
- Córka rabina – 2022, Skarpa Warszawska
- Marcepanowa miłość – 2022, Skarpa Warszawska
- Siostra wirtuoza – 2023, Skarpa Warszawska
- Niebieski – 2023, Purple Book, thriller
- Ukrainka – 2023, Skarpa Warszawska[6]
- Testament, tom 1 – 2023, Purple Book; kryminał
- Magiczny czas – 2023, Skarpa Warszawska
- Czerwony – 2024, Purple Book, thriller
- Bratowa prezydenta – 2024, Skarpa Warszawska
- Czcij ojca swego, tom 2 – 2024, Purple Book; kryminał
- Salon spełnionych marzeń – 2024, Harde
- Ocalenie – 2025, Wydawnictwo FILIA
- Żółty – 2025, Purple Book, thriller
- Odkupienie – 2025, Wydawnictwo FILIA

Książki dla dzieci
- Przygody Pana Parasola – 2010, Wydawnictwo Drzewo Laurowe
- Alek i Pan Parasol – 2019, Ezop

## Opowiadania – antologie
- Płomień cedru – 2010, antologia opowiadań Rozkoszne
- Lustra – 2013, Almanach wydany przez Duży Format, wynik współpracy z portalem poecipolscy.pl
- Kocha się za nic – 2015, antologia Stowarzyszenia Autorów Polskich
- Dziki ogród – 2016, antologia Stowarzyszenia Autorów Polskich
- Wolność – 2017, antologia Stowarzyszenia Autorów Polskich
- Rower dla wszystkich – 2017, książka charytatywna, zbiór 30 bajek i wierszy dla dzieci, wydawnictwo Sofijka
- Gary – 2017, antologia Metafora Współczesności, lato 2017, Międzynarodowa Grupa Literacko-Artystyczna „Kwadrat”
- Pan Parasol – 2017, antologia Metafora Współczesności, bajki 2017, Międzynarodowa Grupa Literacko-Artystyczna „Kwadrat”
- Coś wam powiem – 2017, MOST, wynik V Międzynarodowego Zlotu Poetów Polskiego Rodowodu w Wilnie
- Spacer – 2018, antologia Przytulajka, Czwarta Strona
- Stasio – 2018, Metafora Współczesności, jesień 2018, Międzynarodowa Grupa Literacko-Artystyczna „Kwadrat”
- Pętla – 2018, antologia Stowarzyszenia Autorów Polskich
- Świt na dachu – 2018, wspomnienia na Dzień Matki, antologia Stowarzyszenia Autorów Polskich
- Kosmos literatów – 2018, Dreammee Little City, antologia
- List – 2019, antologia Pierwsza miłość, Czwarta Strona
- Zaduma – wiosna 2019, antologia Stowarzyszenia Autorów Polskich
- Satyr i wróżka – antologia Lato w Pensjonacie Pod bukami, lato 2019, Filia
- Horyzont za szkłem – antologia Metafora Współczesności, Krajobrazy, jesień 2019, Międzynarodowa Grupa Literacko-Artystyczna „Kwadrat”
- Poplątane ścieżki – zima 2019, antologia Stowarzyszenia Autorów Polskich
- Klinika strachu – lato 2020, antologia Stowarzyszenia Autorów Polskich
- Polska Deneuve – 2020, antologia Metafora Współczesności, Międzynarodowa Grupa Literacko - Artystyczna „Kwadrat”
- Niespodzianka na słodko – 2020, antologia Wigilijne opowieści, W.A.B.
- Kopciuszek – 2020, antologia charytatywna Wszystko się może zdarzyć
- Może być – 2021, antologia Szczęście na czterech łapkach, Czwarta Strona
- Pod wiatr – 2021, antologia Stowarzyszenia Autorów Polskich
- Krople z parasola – 2021, antologia Stowarzyszenia Autorów Polskich
- Znajomi. Dedykuję Wojciechowi Zacharjaszowi - 2021, antologia "Do zobaczenia", tom II, Literary Waves 2021, Dreammee Little City, Orlando 2021
- Miłość – 2021, antologia "Matka" Stowarzyszenia Autorów Polskich
- Dżem wiśniowy – 2021, antologia "Barwy życia", Międzynarodowa Grupa Literacko-Artystyczna "Kwadrat"
- Zapukaj – 2022, antologia "Ojciec" Stowarzyszenia Autorów Polskich
- Symetria –  2022, antologia "Rozdzieliła nas wojna", wydawnictwo Filia
- Palenie staników – 2022, antologia "Mój świat", Międzynarodowa Grupa Literacko-Artystyczna "Kwadrat"
- Tajemnica – 2022, antologia "Słona wódka" Stowarzyszenia Autorów Polskich
- Łódź. Miasto zachwytu i przekleństwa – 2022, Kronika Miasta Łodzi
- Na krawędzi – 2023, antologia "Na krawędzi" Stowarzyszenia Autorów Polskich
- Czas – 2023, antologia "Czas", Międzynarodowa Grupa Literacko-Artystyczna "Kwadrat"
- Zmruż oczy – 2024, antologia "Zatrzymania" Stowarzyszenia Autorów Polskich
- Miejsce – 2024, antologia "Miejsca", Międzynarodowa Grupa Literacko-Artystyczna "Kwadrat"
- Granica – 2024, antologia "Granica" Stowarzyszenia Autorów Polskich
- Z nieistotnej perspektywy – 2025, PODGLĄD nr 2, antologia kwartalnik Stowarzyszenia Pisarzy Polskich

## Słuchowiska
- Tańcząc w deszczu

## Sztuki teatralne
- Druga – monodram[7]

## Odznaczenia
- „Zasłużony dla kultury polskiej” 2021[1]

## Nagrody i wyróżnienia
- nagroda w konkursie „Na dobrą powieść” w kategorii bajek dla dzieci, za Przygody Pana Parasola Wydawnictwo Drzewo Laurowe, 2010[1].
- nagroda w konkursie na najlepsze kobiece opowiadanie erotyczne, Rozkoszne, Replika, kwiecień 2010 (informacja zawarta w książce w części "Słowo od wydawcy")
- książka miesiąca portalu Książka zamiast kwiatka, dla powieści Pozytywka luty 2016, Karuzela luty 2017, Jutro będzie normalnie listopad 2017, Przytulajka marzec 2018
- książka roku portalu Książka zamiast kwiatka dla powieści Pozytywka 2016, Karuzela 2017
- najlepsza powieść przeczytana w 2017 roku na nieperfekcyjnie.pl za powieść Karuzela[8]
- finalista konkursu Brakująca litera 2017 za powieść Karuzela[9]
- II miejsce w plebiscycie „Najlepsza książka na wakacje 2018” Imperium Kobiet za powieść Huśtawka, lipiec 2018[10]
- książka stycznia 2018 na Literatura kobieca – co czytać? dla powieści Jutro będzie normalnie
- finalista konkursu Brakująca litera 2019 za powieść Huśtawka i Latawce[11]
- wyróżnienie w plebiscycie Brakująca litera 2021 za powieść Pozory
- II miejsce w plebiscycie Książka na Lato 2022 portalu Granice dla książki Witraże
- książka marca 2023 (II miejsce) portalu Książka zamiast kwiatka dla powieści Siostra wirtuoza

Inne nagrody 
- Autor miesiąca portalu Książka zamiast kwiatka, luty 2016 oraz luty 2017
- Stacja Południe – nagroda w konkursie gazety dla Najlepszej Kulturystki 2017
- Nagroda im. Bolesława Prusa za kreowanie i rozwijanie różnorodnych form działalności skutecznie nagłaśniających i przyczyniających się do tworzenia dobrego wizerunku Stowarzyszenia Autorów Polskich, 2022
- Wyróżnienie w II Konkursie Literackim im. Wandy Dobaczewskiej "Na chwałę słońca" w kategorii proza, 2022
- Osobowość Literacka – IV Festiwal Czas na Książki w Ząbkowicach Śląskich, 2022